# Pentax SV
Pentax SV (В США известна под названием H3v) — малоформатный однообъективный зеркальный фотоаппарат, производившийся фирмой Asahi Optical с 1962 до 1968 года (по другим данным с 1963 года) в чёрно-серебристом и чёрно-зелёном (хаки) исполнении. Всего выпущено 481 696 камер этой модели, после чего она была снята с производства. Модель SV была, по сути, камерой Pentax S3 с некоторыми усовершенствованиями.

## Отличия от камеры-предшественницыPentax S3
Камера комплектовалась обновлённым кит-объективом: «Super-Takumar 55 мм 1:1,8», который мог диафрагмироваться полностью автоматически. Это позволяло производить наводку на резкость при открытой диафрагме, что упрощало задачу (особенно в условиях недостаточной освещенности). Как и в камере S3 с объективом «Auto-Takumar 55 мм 1:1,8» не требовалось после съемки вручную открывать диафрагму: она была полностью автоматической.
SV стала первой камерой фирмы оснащённой автоспуском на 5-10 секунд. Управление им было помещено на верхнюю панель камеры под рулетку обратной перемотки в виде диска с буквой «V» на лимбе. Чуть правее появилась хромированная кнопка запуска автоспуска. Диск таймера автоспуска взводился по часовой стрелке, а после спуска медленно возвращался в исходное положение. Когда буква «V» на лимбе появлялась точно с фронтальной части камеры, происходил спуск затвора.
Изменился и внешний вид счётчика отснятых кадров. В новой камере большая его часть была теперь скрыта под центральной частью рычага взвода затвора. Видимой осталась лишь число отображающее текущее значение счётчика.
Как и в S3 выдержки затвора задавались единственным диском на верхней панели камеры. Набор выдержек отрабатываемых затвором остался без изменений: 1/1000, 1/500, 1/125, 1/60, 1/30, 1/15, 1/8, 1/4, 1/2, 1 с, T и B.
В период производства этой камеры стал выпускаться надевающийся поверх пентапризмы компактный экспонометр Asahi Pentax Meter. Для его установки требовалась специальная выемка на диске выдержек (возле выдержки T). Сцепляясь с диском выдержек при помощи выемки на последнем и зуба на экспонометре экспонометр мог учитывать в расчётах установленную выдержку или наоборот задавать её (задавал выдержку фотограф, но с помощью диска на экспонометре и по его подсказке). Камера с таким экспонометром показана на верхнем изображении.
Крошечное окно индикатора рядом с кнопкой спуска, сигнализировало красным если затвор был взведён. Это нововведение впервые появилось у фирмы на модели S2 и присутствовало во всех резьбовых моделях, KM, KX, и K1000. В остальном камера полностью повторяла предшественницу: имела защиту от двойного экспонирования кадра, взвод механического фокально-плоскостного затвора с горизонтальным ходом матерчатых шторок осуществлялся рычагом позаимствованным у Asahi Pentax. Сохранилась и пара синхроконтактов FP и X.

## Название камеры

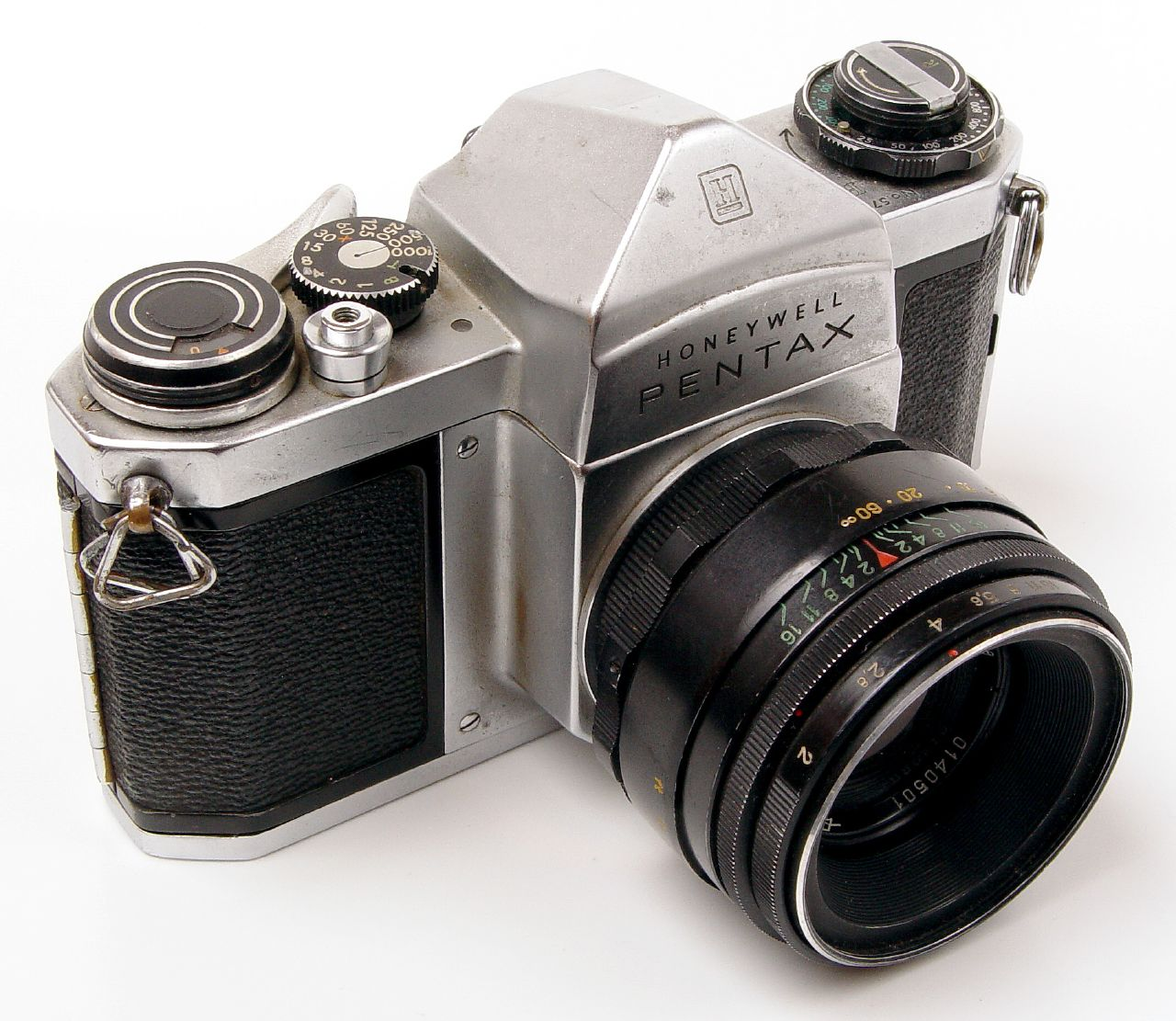
Версия Honeywell для продаж в США. На пентапризме не установлен компактный экспонометр.

Компания Honeywell была эксклюзивным дистрибьютором Asahi Optical в США с 1959 по 1974 год. В связи с этим все камеры Asahi Optical на территории США продавались под торговой маркой Honeywell, что отражалось в логотипе нанесённом на фронтальную часть пентапризмы.

## Совместимость
«Asahi Pentax SV» совместим с любыми объективами с резьбой M37x1 (с помощью адаптера) или M42x1 с рабочим отрезком 45,5 мм.